# Junkyard
Junkyard är en klädkedja och e-handelsföretag som ägs av norska Varner-Gruppen. Kedjan startade som en liten skate- och snowboardbutik i Trollhättan 1997. Fokuset har alltid legat på brädsport och streetwear och under åren 2004 till 2012 annordnades gratisfestivalen Junkfest utanför butiken som låg på Norra Överby.

## Länder med butiker
| Land    | Antal butiker |
| ------- | ------------- |
| Norge   | 24            |
| Sverige | 5             |
| Totalt  | 29            |

## Historia
Den första butiken startades redan 1997 i Trollhättan av multientreprenären Thomas Hjert Löfgren och den gick då under namnet Pro Stuff. Den var då Pro Stuff kedjans första franchise utanför Göteborg. Först 2002 samtidigt som man lanserade e-handel tog man det nuvarande namnet Junkyard och slogunen: Always online - never inline. Slogunen förmedlar två saker samtidigt, den första är att e-handelssidan alltid är tillgänglig och att man inte behöver stå i kö medan den andra, lite mer gömda, är att skateboardåkare inte gillar inlines och att Junkyard aldrig skulle sälja inlines. Junkyard har än idag (2024) aldrig salufört inlines.
Namnet Junkyard kommer från en Burton Snowskate som stod i skyltfönstret i Pro Stuff / Junkyard butiken på kungsgatan i centrala Trollhättan. Thomas hade letat efter ett bättre namn ett tag och när han såg brädan klickade det. Senare samma kväll registrerade han domänen junkyard.se.
E-handelssatsningen som startade 2002 var lyckad och under de efterföljande åren etablerade sig Junkyard i Norge (2008) och sedan även i Danmark, Finland, Frankrike och Tyskland. Fysiska butiker har bara i Sverige och Norge. Under 2020 köpte Junkyard konkurrenten Chris Hollywood AB och tog då över Hollywood butikerna i Göteborg och Stockholm. 
Efter en snöfattig snowboardsäsong 2012 gick modeinvesteraren Paul Frankenius från Borås in som delägare i Junkyard. Under 2013 lämnade Thomas Hjert Löfgren som VD för Junkyard och blev VD för det egna varumärket Sweet SKTBS för att under 2014 sälja sina resterande aktier och lämna bolaget helt. År 2018 förvärvades Junkyard av den norska Varner-Gruppen och 2022 flyttades Junkyard kontoret från Sverige till Norge.

## Egna märken
Redan 1999 etablerades det första egna klädmärket Sweet SKTBS. När namnet sedan byttes till Junkyard började man även sälja kläder och skateboardhårdvara under det egna namnet. Junkyard har senare lanserat fler egna märken.